# Emmanuel Renault
Pour les articles homonymes, voir Renault (homonymie).
Cet article concerne un philosophe français. Pour un chef cuisinier français, voir Emmanuel Renaut.
Emmanuel Renault, né le 14 juillet 1967, est un philosophe et professeur de philosophie français.  

## Carrière

### Jeunesse et études
Emmanuel Renault est agrégé de philosophie. Il est titulaire d'un doctorat en philosophie. Sa thèse, soutenue en 1997 sous la direction d'André Doz, porte sur La philosophie de la nature et la théorie des sciences chez Hegel. 

### Parcours professionnel
Emmanuel Renault enseigne à l'École normale supérieure de Lyon. Il est actuellement professeur des universités à l'université Paris-Nanterre.

## Apports
Il est l'un des premiers interprètes de Hegel à avoir pris au sérieux l'idée selon laquelle on pouvait parler d'une épistémologie proprement hégélienne laquelle procède par « correction dialectique » des sciences de son temps ; il a en particulier montré les modalités spécifiques selon lesquelles Hegel se référait à la chimie de son époque. Outre ses travaux sur la philosophie spéculative, il est connu pour ses nombreuses publications sur la philosophie de Marx, que ce soit ses prises de position sur l'idée de critique ou ses vues originales sur les rapports du marxisme et du jeune hégélianisme. Il fut d'ailleurs le directeur de la revue Actuel Marx.
Poursuivant les réactualisations d'une théorie critique de la société, il est notamment l'un des introducteurs de la philosophie d'Axel Honneth en France (Le mépris social, 2000,) et ses travaux sur la théorie de la reconnaissance font par ailleurs autorité en France et à l'étranger. Il a en particulier approfondi les questions des rapports entre les concepts de conflit, de reconnaissance et domination dans un dialogue fructueux entre les idées de Hegel, Marx, Honneth, Dewey et Bourdieu (CNRS, 2017). Emmanuel Renault a de plus en plus, ces dernières années, examiné les conditions d'une convergence entre les traditions marxistes et pragmatistes, en rapprochant Hegel, Marx et Adorno et le pragmatisme de Dewey. Dans ses travaux, il se fait l'avocat d'une vision pragmatiste, pluraliste et interdisciplinaire de la philosophie.
Emmanuel Renault est également connu comme l'un des promoteurs de la philosophie sociale en France. Outre des travaux interdisciplinaires internationaux remarqués, consacrés à la question du travail, et à celle de l'exploitation, il a également consacré deux essais décisifs aux questions sociales et politiques, l'un sur l'idée de justice,,et l'autre sur la question de la souffrance sociale (tous deux traduits en anglais).
Il a par ailleurs co-écrit avec Emin Boztepe , maître dans l'art du Wing Chun, Philosophie des Arts martiaux modernes , ouvrage dans lequel il mène une réflexion, entre autres choses, sur les rapports entre corps, mécanique, dynamique et puissance, notamment dans le processus d'apprentissage de techniques plus ou moins exigeantes ou complexes; sur l´articulation entre pensée, action et décision, dans le contexte spécifique de la violence ou de l'autodéfense.

## Principales publications[12]
- Marx et l’idée de critique, PUF, 1995
- Mépris social, Le Passant, 2001
- Le vocabulaire de Marx, Ellipse, 2001
- Hegel. La Naturalisation de la dialectique, Vrin, 2002
- Philosophie chimique. Hegel et la science dynamiste de son temps, Presses universitaires de Bordeaux, 2002.
- Où en est la théorie critique, en collaboration avec Yves Sintomer, La Découverte, 2003
- L’Expérience de l’injustice. Reconnaissance et clinique de l’injustice, La Découverte, Collection « Armillaire », 2004, second édition remaniée en 2017 sous le titre L'expérience de l'injustice. Essai sur la théorie de la reconnaissance.
- Souffrances sociales. Sociologie, psychologie et politique, La Découverte, Collection « Armillaire », 2008
- Les 100 mots du Marxisme, PUF, « Que sais-je ? », 2009
- Lire Marx, en collaboration avec G. Duménil et M. Löwy, Paris, PUF, « Quadrige », 2009, 2e édition 2014; traduit en turc, espagnol et portugais.
- Marx et la philosophie, Paris, PUF, 2014.
- Connaître ce qui est. Enquête sur le présentisme hégélien, Paris, Vrin, 2015.
- Marx and Critical Theory, Brill, collection « Brill Research Perspectives », 2018.
- Reconnaissance, conflit, domination, Paris, CNRS éditions, 2017.
- Social Suffering. Sociology, Psychology, Politics, Rowman & Littelfield, 2017.
- Philosophie des Arts martiaux modernes, en collaboration avec Emin Boztepe, Vrin, collection Matière étrangère, 2017.
- The Return of Work in Critical theory, Columbia university press, collection « New Directions in Critical Theory », 2018 (en collaboration avec C. Dejours, J.-P. Deranty et N. Smith).
- The Experience of Injustice. A Theory of Recognition, Columbia university press, collection « New Directions in Critical Theory », 2019.